# Avenida Libertador General Bernardo O’Higgins
Die Avenida Libertador General Bernardo O’Higgins  (span. für „Allee Befreier General Bernardo O’Higgins“, ehemals Alameda de las Delicias, kurz in der Regel nur Alameda genannt) ist eine Prachtstraße im Zentrum der chilenischen Hauptstadt Santiago de Chile. Wegen ihres Verlaufs durch das historische Zentrum der Stadt, an dem sich der Hauptbahnhof von Santiago, die Universidad de Chile, der Präsidentenpalast La Moneda und die Gebäude der Zentralregierung, die Nationalbibliothek, die Katholische Universität sowie andere Institutionen von nationaler Bedeutung befinden, gilt sie als wichtigste Repräsentationsstraße der Hauptstadt.

## Geschichte
Die Straße hatte in der spanischen Zeit keine große Bedeutung und wurde im Volksmund als La Cañada de San Francisco bezeichnet, da sich an ihr die St.-Franziskus-Kirche und das Franziskanerkloster von Santiago befand. 1818 wurde die Straße im Auftrag des Obersten Direktors von Chile Bernardo O’Higgins zum repräsentativen Symbol der neuen Hauptstadt ausgebaut. Dafür wurden Pappeln entlang der Straße gepflanzt und im Zentrum ein Boulevard für die wohlhabenden Bürger der Stadt angelegt. Seither wird die Straße Alameda („Pappelallee“) genannt. 1857 wurde der Hauptbahnhof von Santiago eingeweiht und die Straße nach Westen erweitert. Das heutige Bahnhofsgebäude wurde von Gustave Eiffel, dem Erbauer des Pariser Eiffelturms, geplant. 1858 wurde die erste Pferdebahnlinie der Stadt eingeweiht, die über die gesamte Straße führte. Anfang der 1870er-Jahre wurde der zentrale Gründungshügel Santiagos, der Cerro Santa Lucía, an dem die Alameda vorbeiführt, unter Benjamín Vicuña Mackenna (1831–1886) als Intendant von Santiago in einen Stadtpark mit breiten Treppen und Fußgängerwegen im Stil von Promenaden verwandelt.
1974 wurde der Entelturm auf der Alameda fertiggestellt. Unterhalb der Alameda verläuft zum großen Teil die Linie 1 der Metro von Santiago, die im September 1975 von Augusto Pinochet eingeweiht wurde. 2010 wurde im Rahmen der Feierlichkeiten zum zweihundertsten Jahrestag der Unabhängigkeit des Landes von Sebastián Piñera die sogenannte Bandera Bicentenario („Zweihundertjahresflagge“) auf der Plaza de la Ciudadanía zwischen dem Regierungspalast und der Alameda aufgestellt. Außerdem ist die Alameda ein häufiger Schauplatz von Demonstrationen und Protesten.

## Galerie

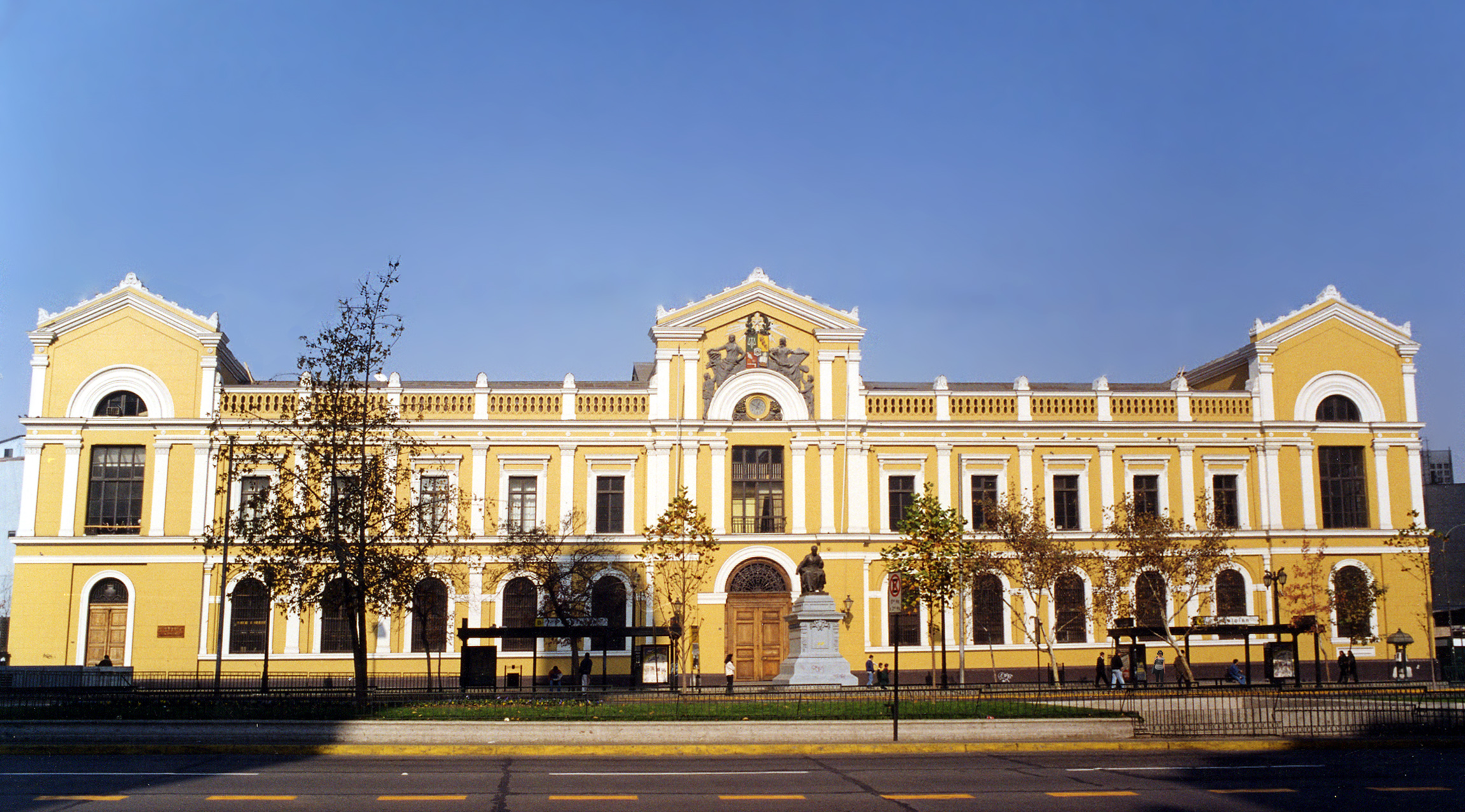
Universität von Chile
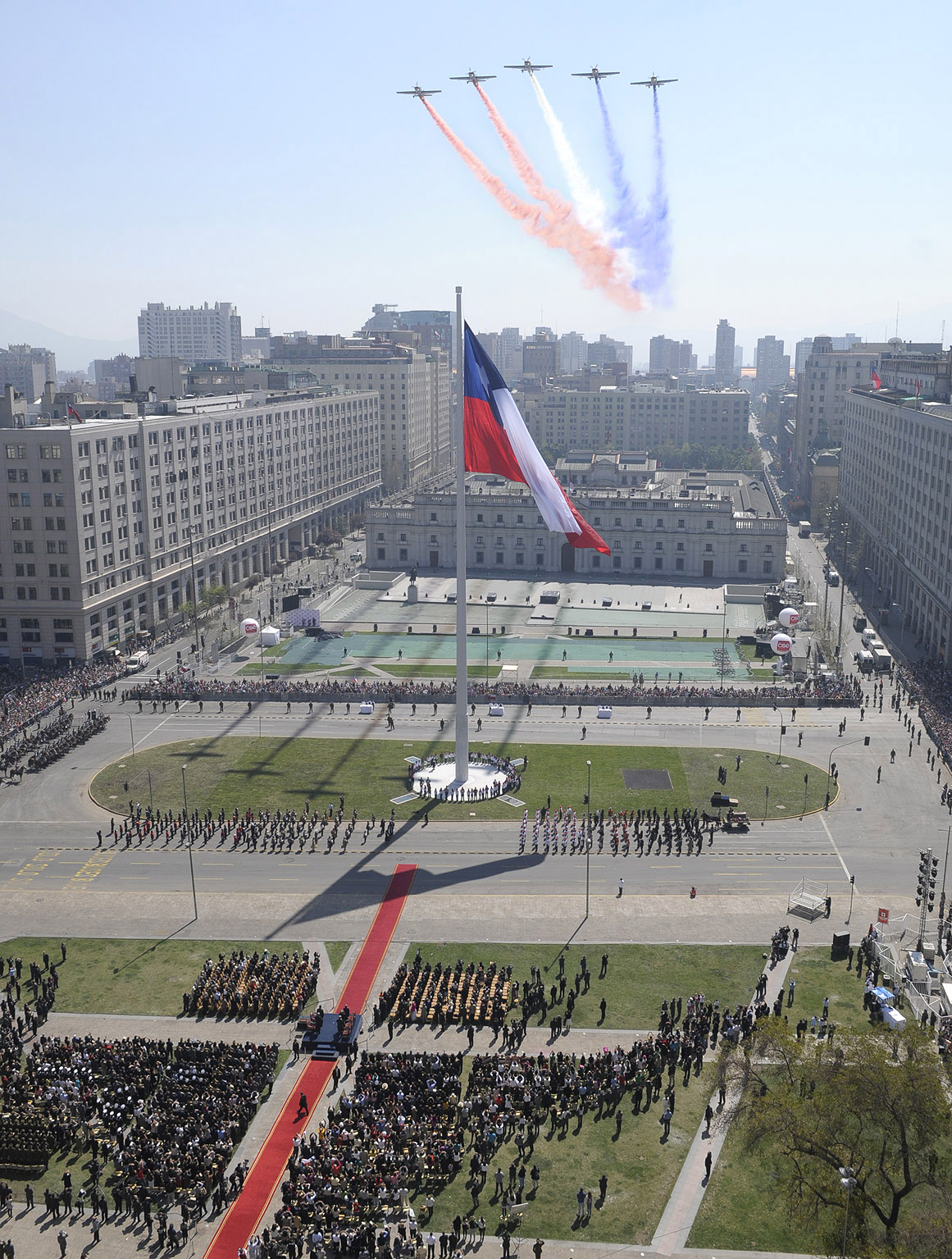
Hissen der „zweihundertjährigen Flagge“ vor dem Präsidentenpalast La Moneda
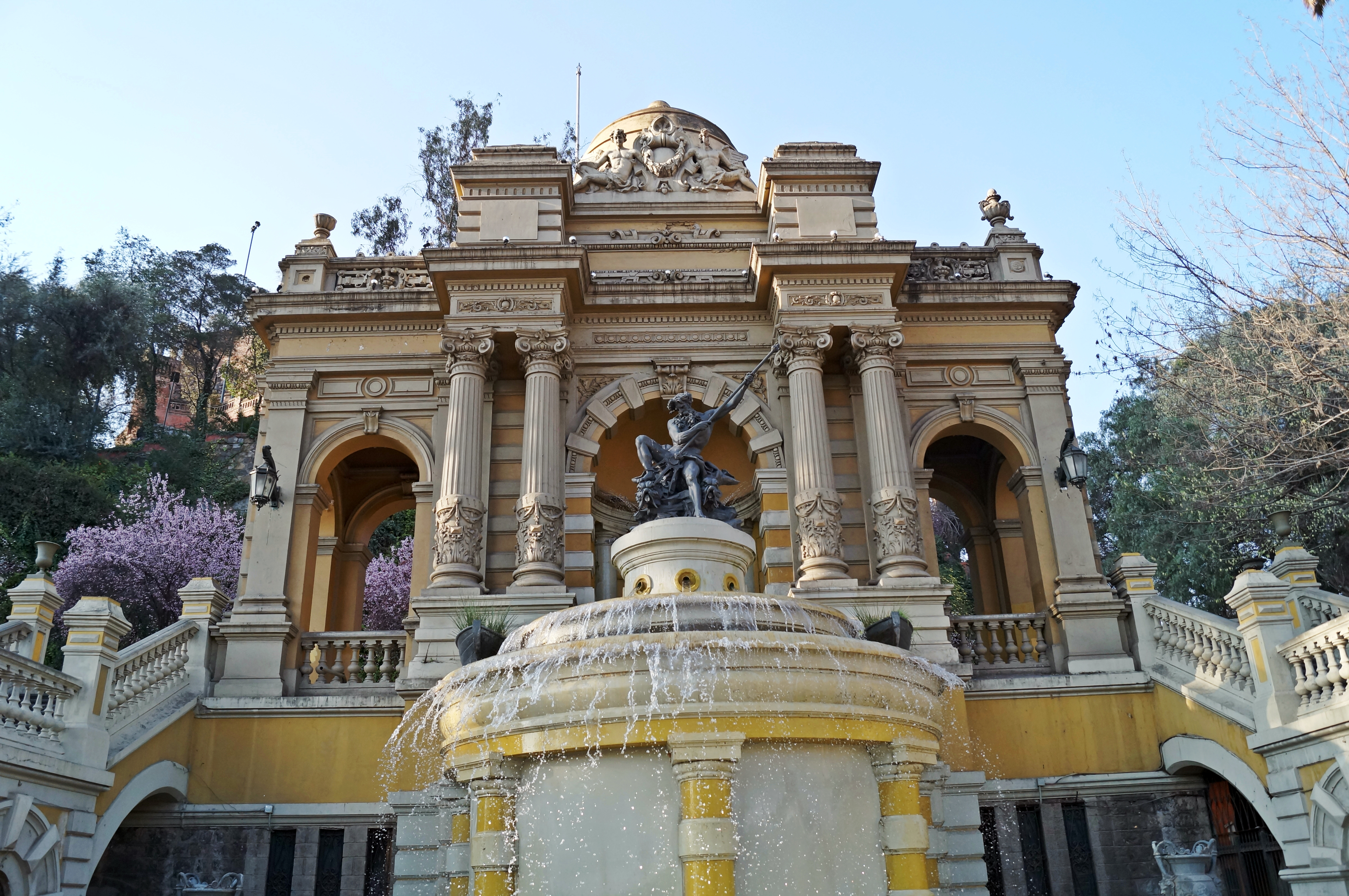
Neptunbrunnen auf dem Cerro Santa Lucía
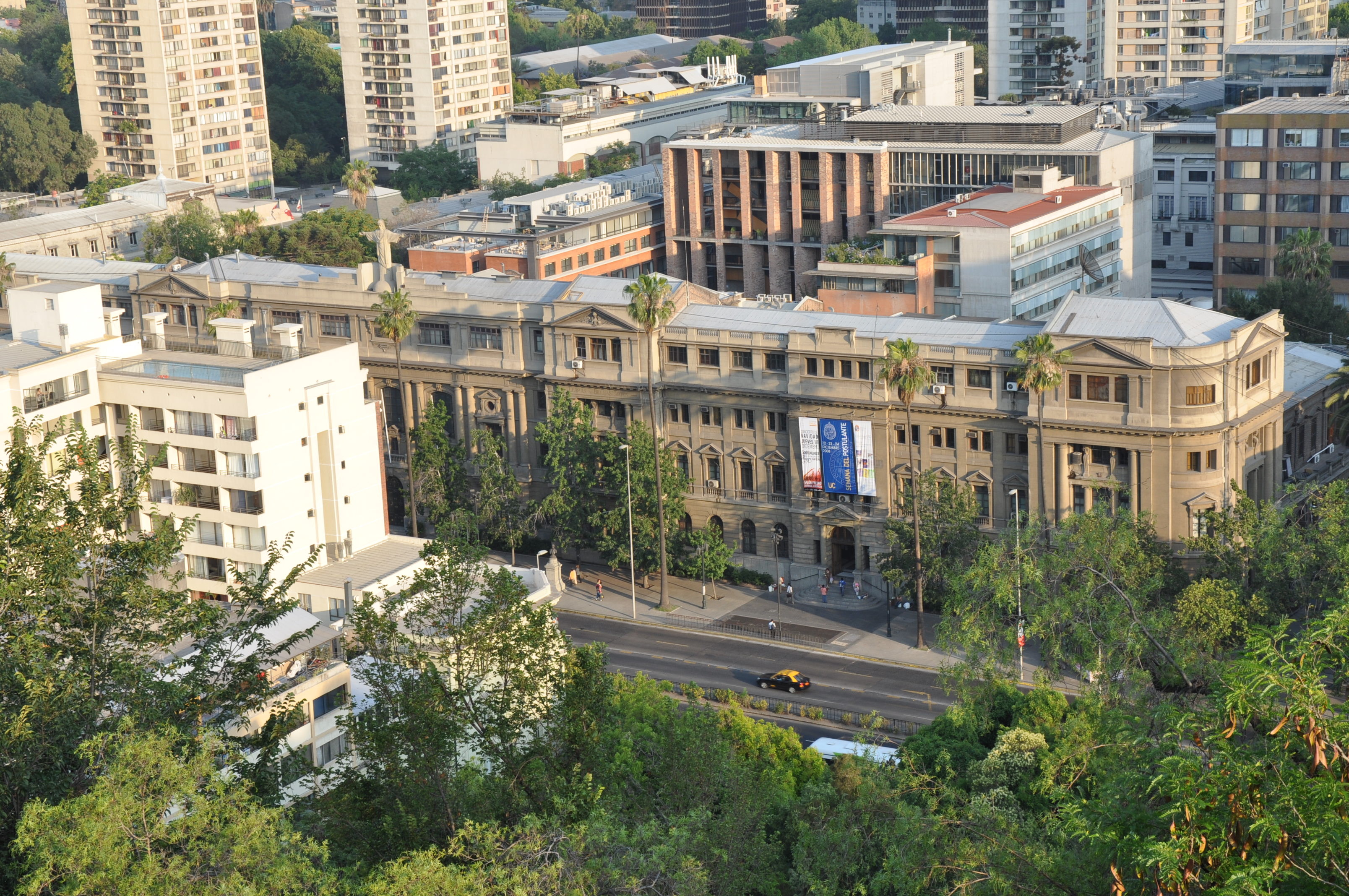
Päpstliche Katholische Universität von Chile
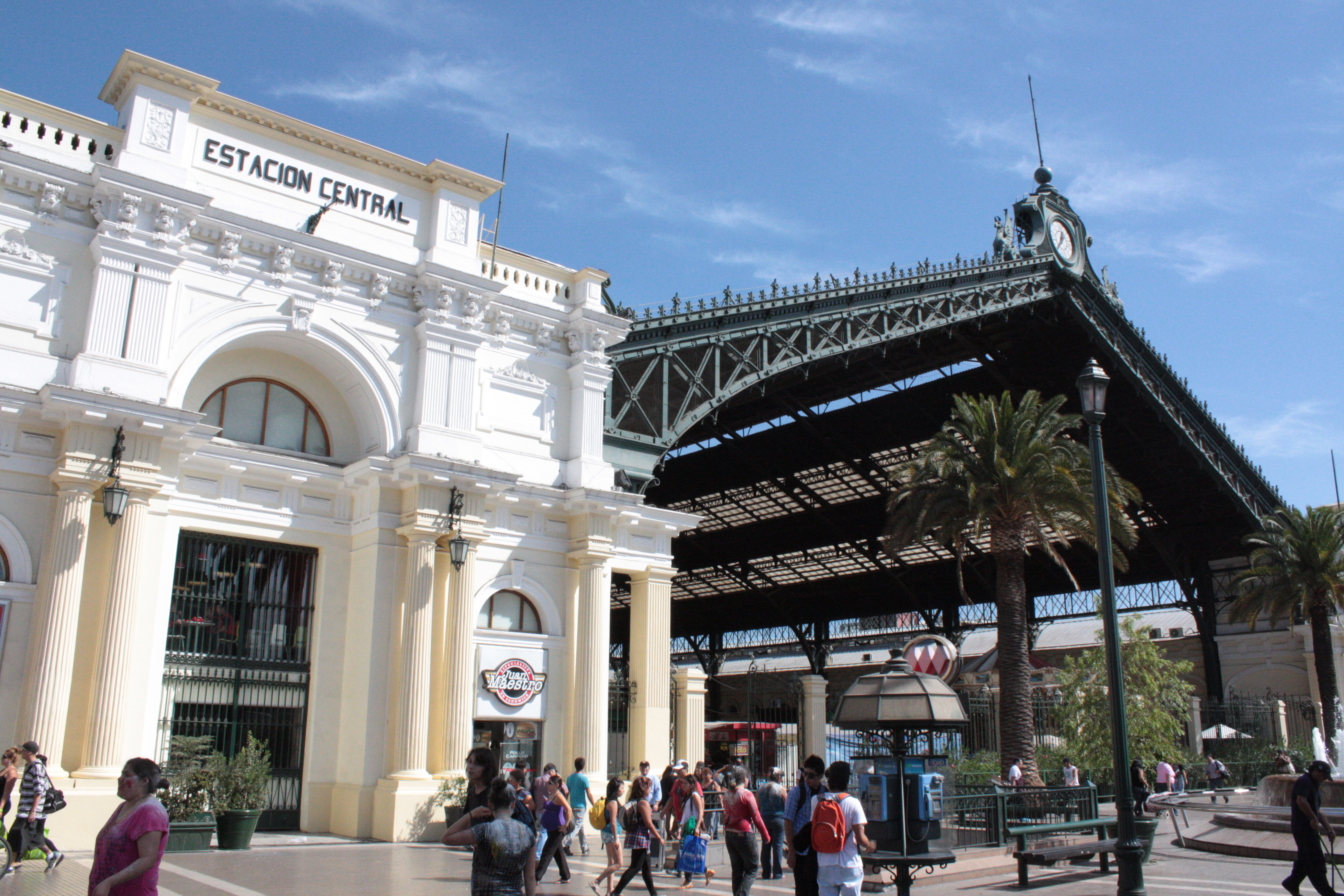
Estación Central de Santiago (Hauptbahnhof)

## Sehenswürdigkeiten
Die folgende Liste zeigt Gebäude von öffentlichem Interesse in der Reihenfolge von Westen nach Osten.
| Gebäude                                          | Beschreibung                                             | Externe Seite |
| ------------------------------------------------ | -------------------------------------------------------- | ------------- |
| Estación Central de Santiago                     | Hauptbahnhof                                             |               |
| Universidad de Santiago de Chile                 | Universität und Planetarium                              |               |
| Iglesia de la Gratitud Nacional                  | Kirche                                                   |               |
| La Torre Entel                                   | Fernsehturm                                              |               |
| Palacio de La Moneda                             | Präsidentenpalast und Kulturzentrum                      |               |
| Casa Central del Banco del Estado de Chile       | Bank, Museum und Theater                                 |               |
| Casa Central de la Universidad de Chile          | Universität und Kulturzentrum                            |               |
| Club de la Unión                                 | Vereinpalast                                             |               |
| Iglesia de San Francisco                         | Kirche und Museum                                        |               |
| Biblioteca Nacional de Chile                     | Nationalbibliothek                                       |               |
| Cerro Santa Lucía                                | Inselberg und Park (Ort der Gründung der Stadt Santiago) |               |
| Casa Central de la Universidad Católica de Chile | Universität und Kulturzentrum                            |               |
| Centro Cultural Gabriela Mistral                 | Kulturzentrum                                            |               |